# Ревентлов, Анна София
Анна София Ревентлов (дат. Anna Sophie Reventlow; 16 апреля 1693, Клаусхольм, Центральная Ютландия — 7 января 1743, Клаусхольм, Центральная Ютландия) — вторая супруга царствующего Фредерика IV, короля Дании и Норвегии. Дочь датского канцлера, графа Конрада фон Ревентлова, и его второй жены Софии Амалии Хан.

## Биография
Познакомилась с королём, который был старше её на 22 года, в 1711 году на маскараде. Фредерик 26 июня 1712 года выкрал 19-летнюю графиню Анну Софию фон Ревентлов из замка Клаусхольм (около Раннерса) и тайно женился на ней в Сканнерборге. Ей он даровал титул герцогини Шлезвига.
Через несколько дней после смерти королевы Луизы, 4 апреля 1721 года, брак Анны Софии с Фредериком IV получил официальное признание, а 16 апреля этого же года она была коронована. Анна София Ревентлов — единственная датская королева, происходящая не из королевской семьи.
Брак привел к конфликту в датской королевской семье: наследный принц Кристиан ненавидел мачеху, принц Карл и принцесса София Гедвига, брат и сестра Фредерика IV, покинули Копенгаген. Семья Анны Софии, называемая «банда Ревентлов», имела значительное политическое влияние. После смерти короля в 1730 году Анна София была изгнана из Копенгагена и умерла в своём имении Клаусхольм.

## Дети
В браке с Фредериком Анна София родила троих детей, все они умерли в раннем возрасте:
- Кристиана Амалия (23 октября 1723 — 7 января 1724)
- Фредерик Кристиан (1 июня 1726 — 15 мая 1727)
- Карл (16 февраля 1728 — 8 июля 1729)